# Poularde demi-deuil

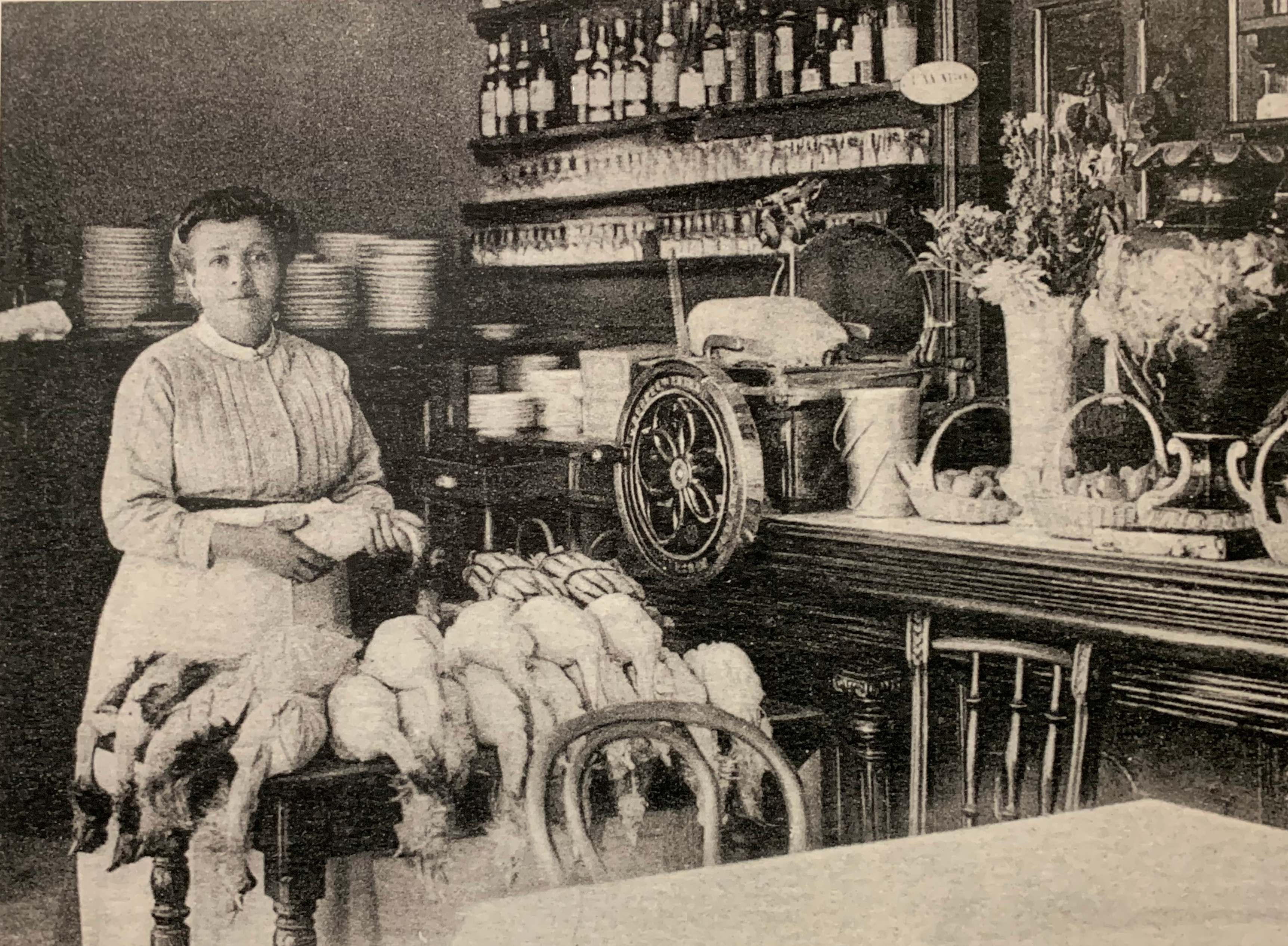
Françoise Fayolle préparant ses poulardes demi-deuil dans son restaurant du 73, rue Duquesne (Lyon) à la fin du XIXe siècle.

La poularde demi-deuil ou en petit deuil est une poularde truffée cuite dans un bouillon ou à la vapeur, servie avec une sauce suprême.

## Demi-deuil
Les vêtements de grand deuil sont noirs, ceux de demi-deuil sont noirs assortis de gris, de blanc ou de lilas,. L'expression s'utilise en cuisine pour des volailles ou gibiers truffés sauce suprême : « Ce sont les lamelles de truffe et la blancheur de la sauce suprême qui caractérisent la dénomination de demi-deuil » écrit Escoffier. Selon Myriam Esser-Simons ou Christopher Hirsheimer et Melissa Hamilton, le blanc de la peau et le noir de la truffe motivent la dénomination,. On parle aussi de filets de faisans en demi-deuil (1817), poulet en demi-deuil (1808), de salade demi-deuil (pomme de terre et truffe),,.
L'expression « en demi-deuil » est traditionnelle et toujours employée (contraction de « vêtue en demi-deuil »), la forme poularde directement suivie de « demi-deuil » apparaît dans la seconde moitié du XXe siècle et tend à se substituer à la précédente. Bernard Pivot (2011) emploie la forme « poularde demi-deuil ».
La traduction en anglais est chicken in half-mourning.

## Origine
La poularde ou le chapon truffé se rencontrent dès le XVIIe siècle. Puis dans la cuisine classique : poulardes du Mans ou chez Carême (poularde truffée entrée de broche sauce italienne),.
Grimod de La Reynière (1808) indique comme rare l'emploi de l'expression « poularde en demi deuil » dans son Manuel des amphitryons : — Qui de vous, Messieurs, connoît une poularde en demi-deuil, des poulets en bedeaux, une épigramme d'agneau…? — Rare et teintée d’élitisme à en croire le Manuel de la maîtresse de maison de Mme Pariset (1821). En 1820, André Viard dans Le Cuisinier royal donne des filets de poularde en demi-deuil et une poularde en petit-deuil qui sont sautés au beurre, servis avec une sauce faite d'un velouté lié,. Alexandre Dumas (1893) parle de sauce à la Saint-Cloud, ou sauce en petit deuil, dont on nappe les poulets truffés cuits à la broche ou poulets à la Saint-Cloud.
C'est en 1853, qu'on trouve la première recette canonique de poularde truffée « en demi-deuil » dans le Dictionnaire général de la cuisine française ancienne et moderne de Cousin de Courchamps : la poularde truffée est cuite dans un consommé et servie sur la réduction de la cuisson liée. Le terme « poularde demi-deuil » connait son maximum de fréquence dans la presse française de 1882 à 1939.

## Spécialité de la cuisine lyonnaise
La poularde demi-deuil est devenue une spécialité culinaire lyonnaise avec la mère Filloux (1865-1925), de son nom Françoise Fayolle. « Elle réussissait comme personne au monde les quenelles lyonnaises et la poularde demi-deuil… elle eut le génie de se spécialiser dans ces deux plats-là, la renommée de sa poularde et de ses quenelles était telle que l'immense majorité de ses clients ne demandaient jamais autre chose » écrit Curnonsky (1925). La Tribune de Marseille et La Provence hôtelière (1926) écrivent que sa poularde fut « sa première création », le mot juste est employé par Louis Forest (1925) : sa première « spécialité ». C'est d'elle que de la fameuse mère Brazier, première femme à avoir obtenu trois étoiles au Guide Michelin tient la recette et le secret (d’après Elisabeth David, le secret est de cuire quinze volailles truffées ensemble),,. La mère Brazier servait la poularde demi-deuil et la poularde en vessie, la sauce de la première (cuite deux heures) était une sauce poulette dans laquelle elle versait un verre de cognac et liée hors du feu avec un jaune d’œuf.
La mère Brazier forme Paul Bocuse qui reprend ce désormais classique de la gastronomie qu'est devenue la poularde demi-deuil.

## Préparation

### Classique au bouillon
La recette consiste à insérer des rondelles de truffes sous la peau de la poularde (« de préférence de Louhans » selon Austin de Croze), cuite ensuite dans une cocotte, baignée au 3/4 dans un fond blanc de volaille. Selon Bernard Boucheix (2017), qui prétend donner la recette de la mère Filloux : « pour conserver la tendreté et le jus de la chair, la température du pochage ne peut dépasser 72 °C précis, pendant 4 h 30 ». Elle est ensuite servie, accompagnée des légumes cuits dans le même bouillon, avec une sauce suprême, réduction du fond blanc de volaille crémée et agrémentée d'une réduction de porto blanc.
Nombreuses sont les variantes.
- Farcie ou non ? Pour la mère de la Périgourdine Yvonne Gibertie, la farce aux truffes est essentielle : « Le goût [de truffe] doit venir du dedans et non pas du dessus[30]. » Escoffier (1903) glisse des lames de truffes sous le peau et farcit la poularde demi-deuil de farce Mousseline additionnée de purée de truffe[31]. Certains piquent profondément la volaille de clous taillés dans la truffe[32].
- Quand la truffer ? Jules Breteuil (1860) pique la poularde de truffe au 3/4 de la cuisson[33]. À l'inverse, la volaille est truffée longtemps avant la cuisson afin de l'imprégner du parfum de truffe par A. Chevrier (1838) qui écrit dans son Nouveau manuel du cuisinier : « Il faut, pour que le poularde truffée soit de bon goût, qu'elle ait été préparée au moins trois jours avant de la faire cuire » ; pour Christopher Hirsheimer et Melissa Hamilton, deux jours suffisent[4].

### À la vapeur

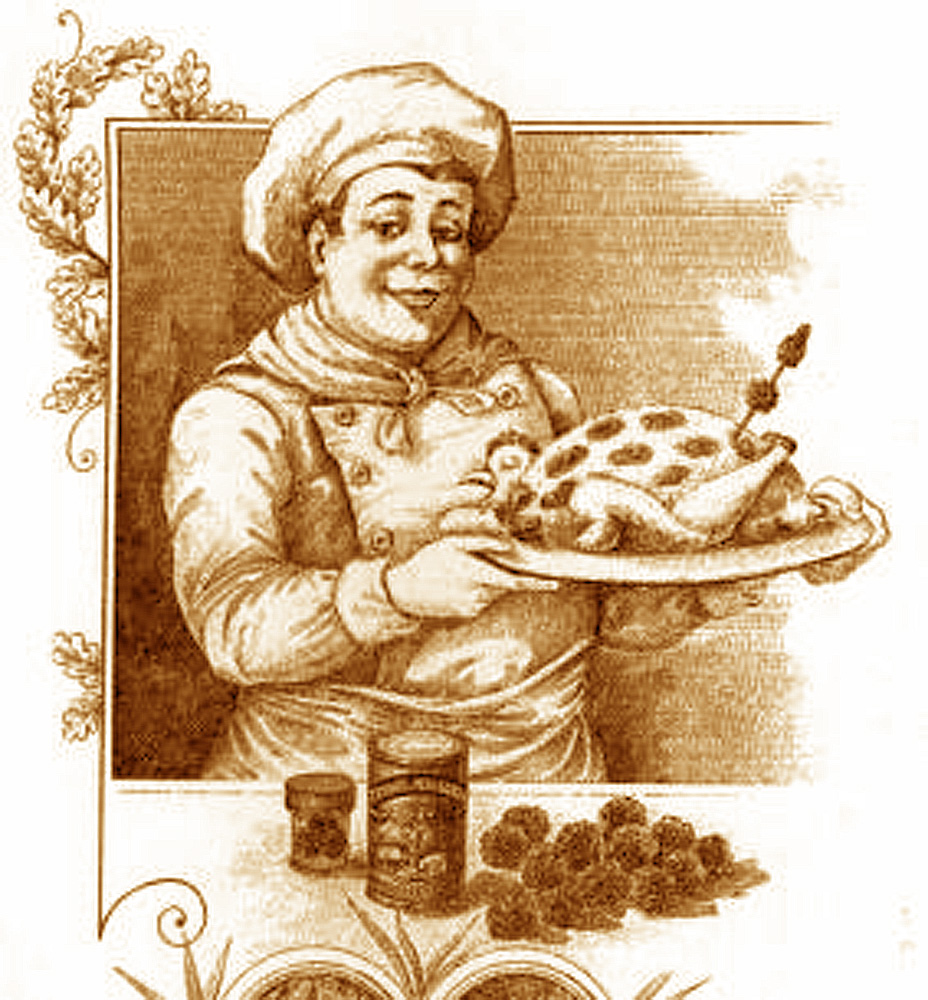
Poularde truffée.

Mique Grandchamp (1883) dans son Cuisinier à la bonne franquette cuit sa poularde en demi-deuil avec très peu de liquide, « à l’étouffé, de manière qu'elle cuise pour ainsi dire à la vapeur. Une variante moderne est de cuire la poularde truffée avec une tasse de vin blanc dans une cocote au four ».
La cuisson de la poularde truffée à la vapeur est donnée par Lucien Tendret : « Les volailles grasses cuites à la vapeur sont d’un meilleur goût que celles cuites dans un consommé », cuite à la vapeur d'un bouillon de bœuf, elle est servie avec une réduction de la cuisson dégraissée, crémée et liée au jaune d’œuf (1892). Ce mode de cuisson sera adopté par Alexandre Dumaine puis Fernand Point, Jacques Manière,.

### En vessie
Paul Bocuse cuit sa volaille de Bresse Mère Fillioux en vessie, Alain Chapel servait sa poularde de Bresse en vessie sauce Albuféra, recette reprise par Alain Ducasse, Éric Frechon,,… La cuisson de la poularde demi-deuil en vessie est donnée par L'Étoile : moniteur officiel des cuisiniers de mai 1874 : la poularde truffée confinée dans une vessie de porc est cuite lentement (six heures environ) « sans déperdition d'arômes », dans un bouillon de bœuf et de légumes. « Lorsque le couteau fend la vessie, la poularde apparaît à travers un nuage parfumé et un cri, cri unique, s’exhale de toutes les poitrines : comme cela sent bon. »

### Ou dans un linge
Avant d'être pochée, les partisans du bouillon comme les adeptes de la vapeur enveloppent — emmaillotent — la poularde truffée dans un linge, linceul qui participe à sa demi-funèbre dénomination,.